# Acropyga undecema
Acropyga undecema é uma espécie de formiga do gênero Acropyga, pertencente à subfamília Formicinae.